# ピーター・アンジェロス
ピーター・アンジェロス（Peter Angelos、1929年7月4日 - 2024年3月23日）は、アメリカ合衆国のペンシルバニア州ピッツバーグ出身の法廷弁護士。MLBのボルチモア・オリオールズのオーナー（死去当時）。

## 経歴
ボルチモア法科大学を卒業後、刑事弁護士として仕事を始めた。アスベスト訴訟に勝利して多額の弁護士報酬を得た。1993年にアンジェロス含めた投資家グループは当時のイーライ・ジェイコブスオーナーから1億7300万ドルでMLBのボルチモア・オリオールズを買収し、アンジェロスは最高経営責任者に就任した。
MLBチームとしては40年ぶりとなる、1999年のキューバ代表との親善試合の開催実現にも大きく尽力した。翌2000年3月にオリオールズのシド・スリフトGMがキューバの選手の亡命を助長するのを避けたいアンジェロスからの要望により、キューバから亡命してきた選手とは契約しないことにしているとワシントン・タイムズ紙に語ったが、アンジェロス本人はそのような政策は存在しないと否定した。司法省が雇用差別にあたるとして調査したが、傘下マイナーリーグチーム含めてキューバ人選手が1人も在籍していないのは不当な差別によるものという証拠を見つけることはできなかった。
2009年3月にスポーツ・イラストレイテッド誌はアンジェロスをチーム運営に多大な影響力を及ぼし、科学的判断が出来ない最悪なオーナーだと評価した。
生前は、慈善活動に積極的なことで知られた。2010年10月にはボルチモア・サン紙は大学へ1000万ドルの寄付をしていたこと、ボルチモア市のプールに匿名で30万ドルの寄付もしたことを報じた。
2024年3月23日に死去した。94歳没。